# Щавинський Василь Олександрович
Васи́ль Олекса́ндрович Щави́нський (нар. 20 січня 1868, м. Іллінці, Липовецький повіт, Київська губернія, Російська імперія — † 28 грудня 1924, Ленінград, РРФСР, СРСР) — видатний український хімік-технолог, мистецтвознавець і колекціонер.

## Біографія
Народився 20 січня 1868 року в містечку Іллінці Липовецького повіту Київської губернії (тепер Іллінецький район Вінницької області). Початкову освіту здобував у Кам'янець-Подільській чоловічій гімназії. У молоді роки за українофільські погляди був висланий з Києва і вимушений був жити поза Україною.
Закінчив Політехнічний інститут у Цюриху (Швейцарія). Жив у Петербурзі. Брав участь у реставрації картин Ермітажу. Вважав Київ своєю батьківщиною.
У 1906-1908 рр. почав збирати картини старих майстрів. Його збірка з часом налічувала приблизно 150 картин, здебільшого нідерландських і фламандських художників.
Щавинський — один з організаторів виставки «Мистецтво союзних народів» 1914 року, де показав картини своєї збірки. 
У 1917 р. склав заповіт, за яким збірка відходила Києву. Картини передали в Київ лише у 1926 за наполегливості музейника Сергія Гілярова.
У 1908-1916 рр. розміщав у журналі «Старые годы» статті про образотворче мистецтво Нідерландів, техніку давньоруського малярства. Крім досліджень з історії фарб, студія «Шевченко і Рембрандт» та ін.
Колекцію картин нідерландських майстрів заповів Київському музею ВУАН (нині Національний музей мистецтв імені Богдана та Варвари Ханенків). 
У 1935 р. посмертно видано його «Нариси з історії техніки живопису й технології фарб у Давній Русі» (рос. «Очерки по истории техники живописи и технологии красок в Древней Руси»).
Убитий бандитами в 1924 році.
У Києві існує вулиця Василя Щавинського.

## Живопис із колекції Василя Щавинського

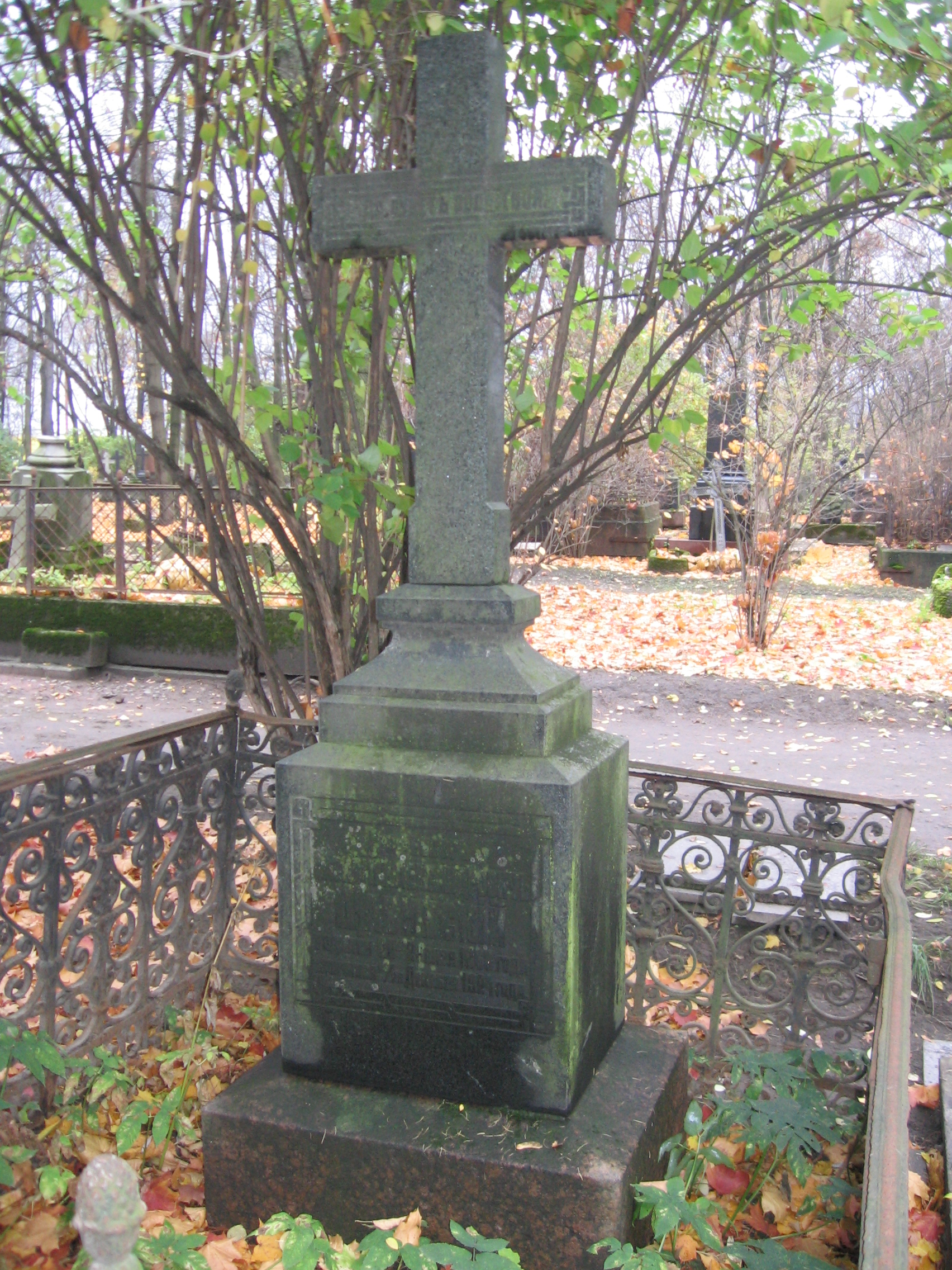
Надгробок, Літераторські мостки, Санкт-Петербург

Імовірно, залучився до колекціонування картин досить пізно, у 1906—1908 рр. На відміну від аристократичної родини Ханенків не мав ні значних коштів, ні вільного часу, ні можливості часто відвідувати закордонні мистецькі аукціони.
До 1917 року його мистецька збірка нараховувала близько 150 картин, які він і планував передати Києву за заповітом, складеним у буремний, непередбачуваний 1917 рік. Але трагічні події стануть на перешкоді і збірка буде передана в Київ лише в 1926 році завдяки наполегливості Гілярова Сергія. Разом з картинами убитого Щавинського в Київ передали й картини дружини Василя Олексадровича, кількість яких не перевищувала двісті зразків. Серед художників збірки були такі:
- Мартин Пепейн, «Тріо» або «Концерт»
- Гейсбрехт Лейтенс, «Зимовий пейзаж»
- Ловіс Блумарт, «Західноєвропейське місто на березі каналу»
- П'єр Луї Гудро, «Закоханий погляд»

Завдяки колекції коло імен і жанрів було розширене, але шедеврів зібрання не принесло.